# Radisson Montevideo Victoria Plaza Hotel
Radisson Montevideo Victoria Plaza Hotel es un importante hotel de la ciudad de Montevideo, ubicado sobre la céntrica Plaza Independencia en la Ciudad Vieja de Montevideo, Uruguay. Es operado bajo la franquicia Radisson y cuenta con un total de 232 habitaciones, un casino y un centro de convenciones. El servicio gastronómico está a cargo del Restaurante Arcadia, ubicado en el piso número 25 y el bistró en el lobby.

## Historia

Edificio del entonces Victoria Plaza Hotel

El diseño y construcción del edificio para el Victoria Plaza Hotel estuvo a cargo del estudio argentino de arquitectos SEPRA. Fue inaugurado el 15 de diciembre de 1952 y durante muchos años fue el único hotel cinco estrellas de la ciudad Montevideo. 
En 1996 comenzó a proyectarse la construcción de una nueva torre, anexa al edificio principal construido en 1952. El diseño de la misma estaría a cargo del grupo de arquitectos integrado por Guillermo Gómez Platero, Cohe y Alberti.

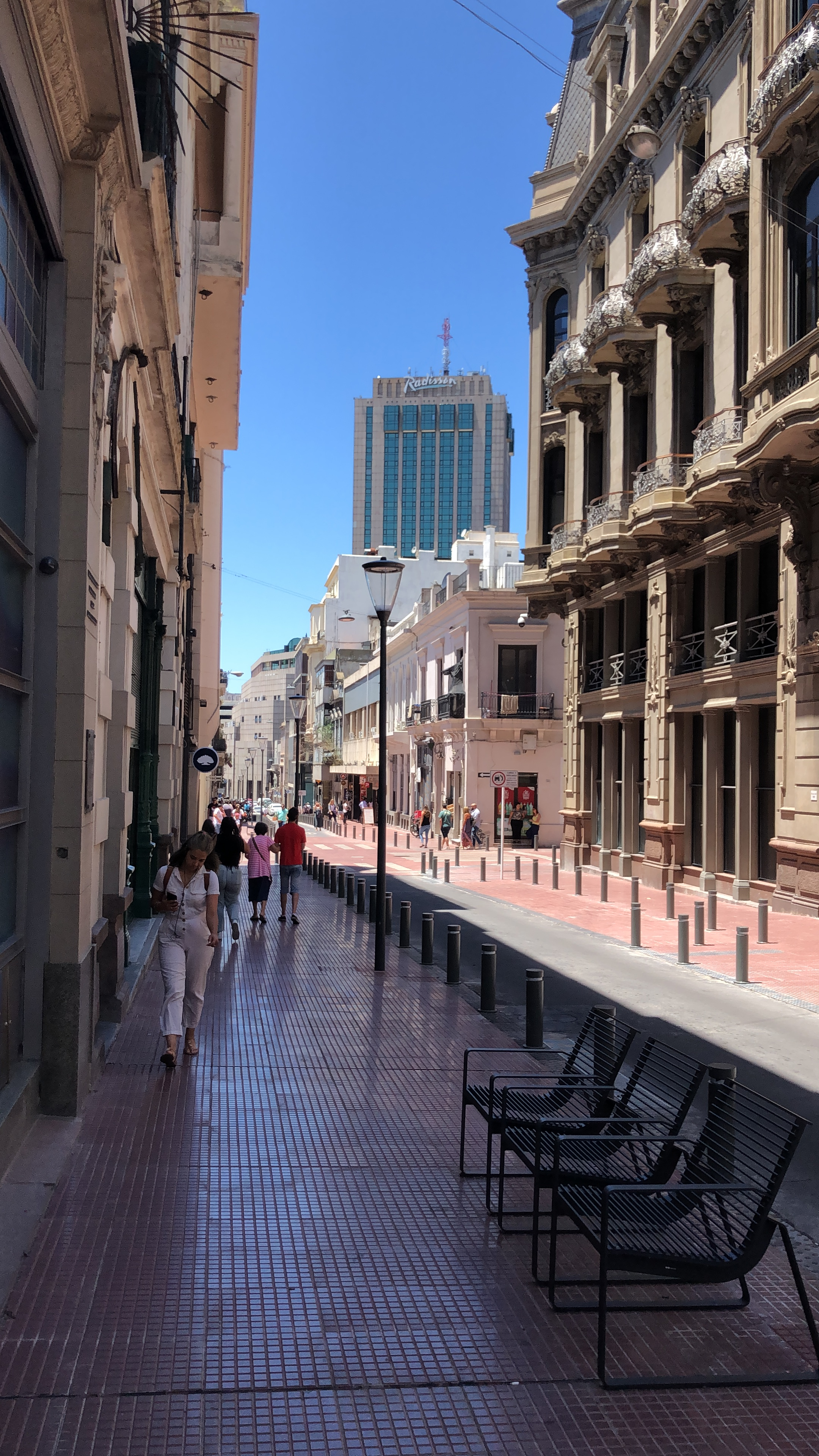
Vista desde la calle Rincón

En 1999 el complejo dejó de ser administrado por la firma Intercontinentales para comenzar a ser administrado y operado por la cadena Radisson.
Con la inauguración del nuevo edificio, una parte del primitivo edificio se convierte en el Victoria Plaza Office Tower comenzando a albergar distintas oficinas administrativas,  aprovechando su posición privilegiada, frente a las sedes de la Presidencia de la República, el Palacio Salvo y el Teatro Solís y a pocas cuadras del centro financiero más importante de la ciudad. Entre las oficinas allí instaladas, destacan los estudios de la emisora Radio Mundo AM 1170 desde donde se transmite En Perspectiva, el programa del periodista Emiliano Cotelo.